# جيراردو الكريموني
جيراردو الكريموني أو  جيرارد من كريمونا  ( 508 - 583 ه‍ / 1114 - 1187 م ) (باللاتينية: Gerardus Cremonensis) مترجم إيطالي للأعمال العلمية العربية، والذي عثر على أعماله في مكتبات طليطلة في إسبانيا.
يعد جيرارد الكريموني واحدا من أهم علماء مدرسة طليطلة للمترجمين التي أنعشت العلوم الأوروبية في العصور الوسطى في القرن الثاني عشر، عن طريق نقل المعرفة العربية واليونانية واليهودية في علوم الفلك والطب وغيرها من العلوم، وجعلها متاحة لكل شخص يقرأ ويكتب في أوروبا. أحد أشهر ترجماته كتاب المجسطي لبطليموس من ترجمة عربية للكتاب وجدها في طليطلة، ويعتقد الكثيرون عن طريق الخطأ أنه مترجم كتاب القانون في الطب لابن سينا.